# Amberre
Amberre is een gemeente in het Franse departement Vienne (regio Nouvelle-Aquitaine) en telt 424 inwoners (1999). De plaats maakt deel uit van het arrondissement Poitiers.

## Geografie
De oppervlakte van Amberre bedraagt 15,4 km², de bevolkingsdichtheid is 27,5 inwoners per km².
De onderstaande kaart toont de ligging van Amberre met de belangrijkste infrastructuur en aangrenzende gemeenten.

## Demografie
Onderstaande figuur toont het verloop van het inwonertal (bron: INSEE-tellingen).

## Geschiedenis
Na de Franse Revolutie werd Amberre een gemeente. De gemeente werd uitgebreid met de voormalige gemeente Bournezeau in 1829. Amberre werd opgenomen in de gemeente Mirebeau in 1972 maar werd in 1979 opnieuw een zelfstandige gemeente.